# شهرستان پلون
شهرستان پلون (به بلغاری: Pleven Municipality) یک شهرستان در بلغارستان است که در استان پلون واقع شده‌است. شهرستان پلون ۸۱۲٫۱۰ کیلومتر مربع مساحت دارد.